# Белопольский, Яков Борисович
Я́ков Бори́сович Белопо́льский (23 апреля [6 мая] 1916, Киев — 5 мая 1993, Москва) — советский, российский архитектор. Народный архитектор СССР (1988). Лауреат Ленинской (1970) и Сталинской премии первой степени (1950).

## Биография

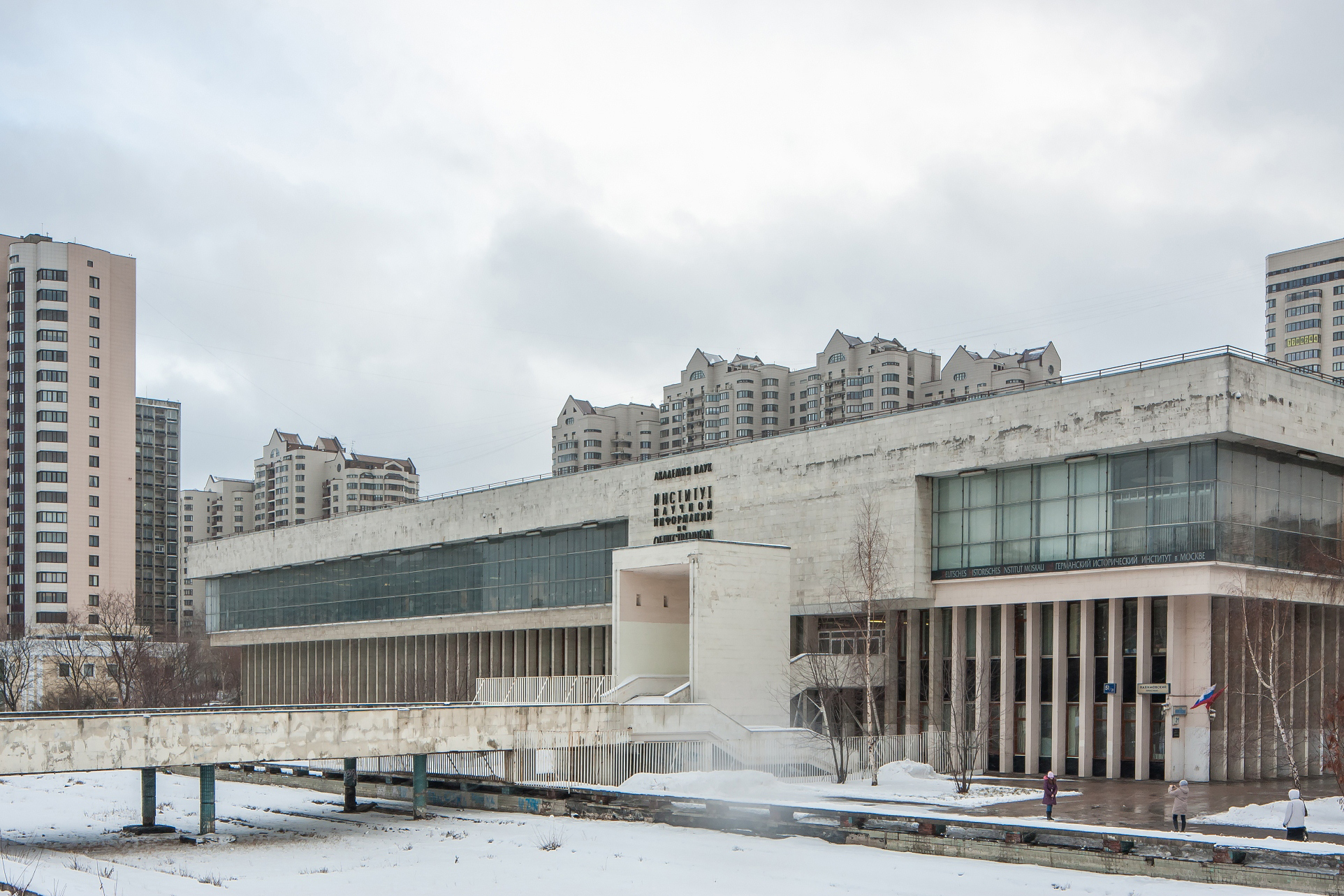
Институт научной информации по общественным наукам РАН

Родился 23 апреля (6 мая) 1916 года в Киеве. Учился в Московском архитектурном институте (1932—1937).
Работал в архитектурно-планировочных учреждениях Москвы (1937—1993), в том числе: мастерские Дворца Советов (1937—1951), в 1951—1993 годах (с перерывом) — в «Моспроекте-1», руководитель зональной архитектурно-проектной мастерской, главный архитектор юго-западной планировочной зоны Москвы.
Одной из первых работ был проект памятника 26 бакинским комиссарам (1-я премия конкурса). С 1938 года активно участвовал в проектировании Дворца Советов, в разработке интерьеров зала правительственных приёмов, проекта площади перед его зданием, вводного зала павильона СССР на Нью-Йоркской выставке 1939 года. Одновременно успешно участвовал в конкурсах на проекты памятников 26 бакинским комиссарам, героям Перекопа, К. Хетагурову.

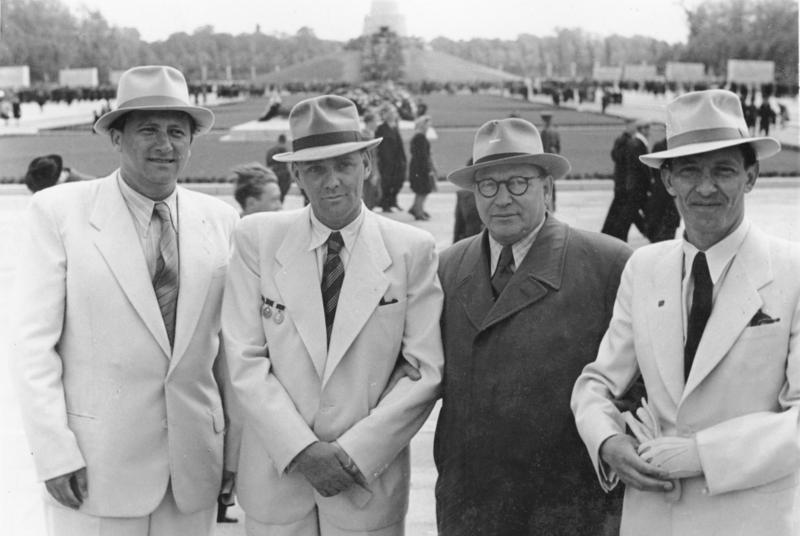
Я. Белопольский (первый слева) и В. Вучетич (второй слева) в Берлине на плащади перед монументом Воину-освободителю.

После войны совместно с Борисом Иофаном разработал проект центра Новороссийска. Участник работ по реконструкции и развитию Москвы, один из авторов проектов планировки и застройки Юго-Западного района (1952—1966) и Фрунзенской набережной (1953—1967), цирка на проспекте Вернадского, библиотек АН СССР и АМН СССР, Университета дружбы народов имени П. Лумумбы.
Автор архитектурной части памятников «Родина-мать» на Мамаевом кургане в Волгограде (1967), «Воин-освободитель» в берлинском Трептов-парке (1946—1949) и «Тыл — фронту» в Магнитогорске.
В 1960 году стал руководителем районной мастерской № 10 Октябрьского района Москвы. С 1955 года преподавал в Московском архитектурном институте (профессор с 1973 года).
Среди научных работ: «Памятник воинам Советской армии, павшим в боях с фашизмом» (М., 1950). Статьи, посвящённые мемориальным ансамблям, вопросам градостроительства и жилищного строительства в журналах «Архитектура и строительство Москвы», «Искусство».
Член Союза архитекторов СССР с 1939 года. Член ВКП(б) с 1943 года. Действительный член АХ СССР с 1983 года. Действительный член Международной Академии архитектуры в Москве (1992). Профессор (1973).
Увлекался шахматами и охотой.
В последние годы жил в Москве на улице Земляной Вал, 46/48. Скончался 5 мая 1993 года в Москве. Похоронен на Донском кладбище.

Могила Я. Б. Белопольского на Новом Донском кладбище в Москве

## Награды и звания

Памятник Юрию Гагарину в Москве на Ленинском проспекте

- Заслуженный строитель РСФСР (1966).
- Народный архитектор СССР (1988).
- Ленинская премия (1970) — за архитектурный проект мемориала на Мамаевом кургане в Волгограде.
- Сталинская премия первой степени (1950) — за архитектурный проект мемориала в Трептов-парке (Берлин).
- Государственная премия Российской Федерации (1994, посмертно).
- Орден Ленина (1967).
- Орден «Знак Почёта» (1963).
- Медаль «За доблестный труд в Великой Отечественной войне 1941—1945 гг.».
- Медали.
- Серебряная медаль студии М. Б. Грекова (1969).

## Здания и сооружения

Памятник генералу М. Г. Ефремову в Вязьме

Памятник Герою Советского Союза Л. Н. Гуртьеву в Орле

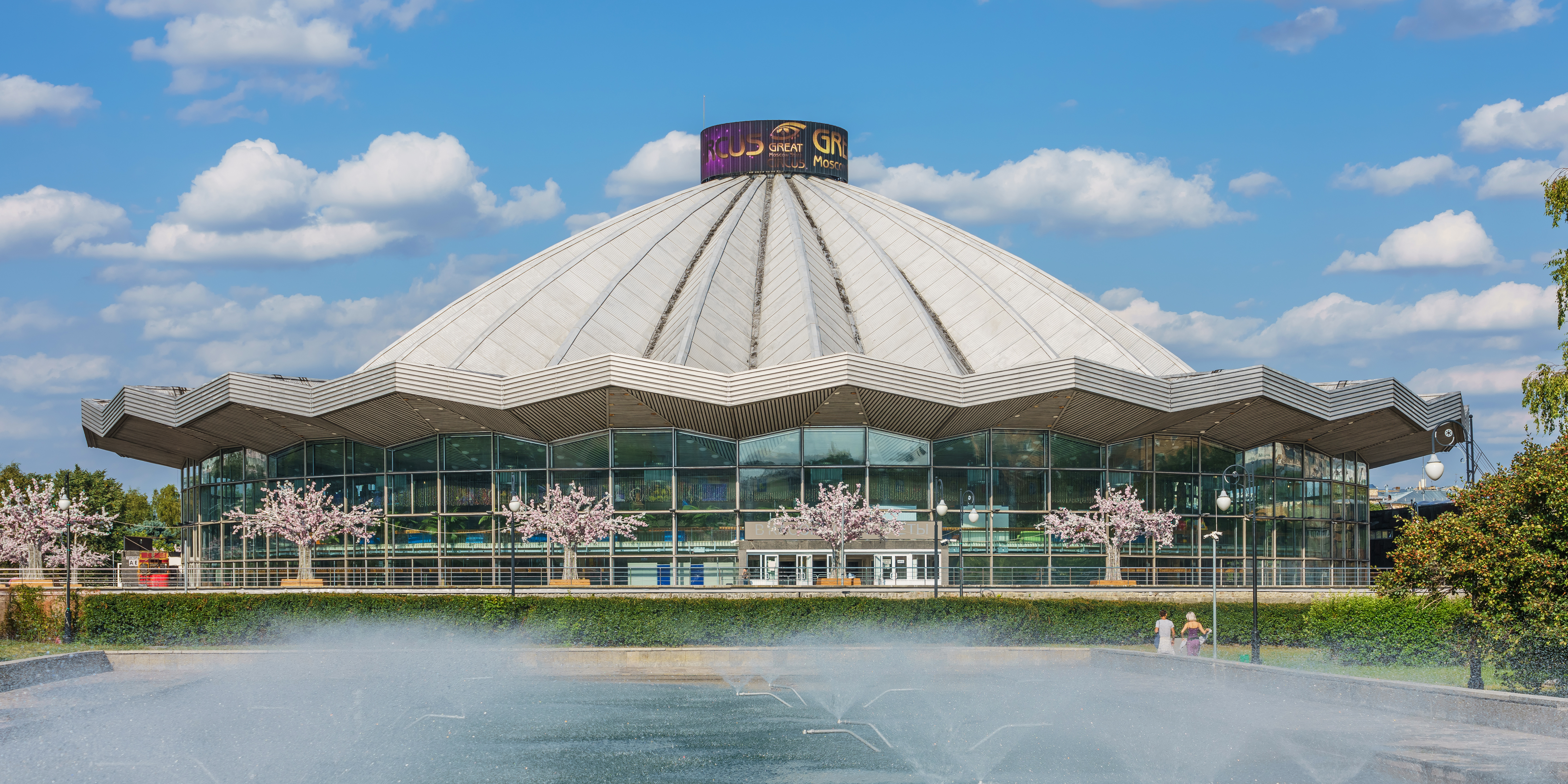
Большой Московский цирк на проспекте Вернадского

- Памятник генерал-лейтенанту М. Г. Ефремову в Вязьме Смоленской области. 1946. Скульптор Е. В. Вучетич.
- Памятник генералу армии Н. Ф. Ватутину в Киеве. 1948. Скульптор Е. В. Вучетич.
- Совместно с Е. В. Вучетичем создал Советский военный мемориал «Воин-освободитель» в Трептов-парке в Берлине. 1949.
- Памятник генерал-лейтенанту Л. Н. Гуртьеву в Орле. 1954. Скульптор Е. В. Вучетич.
- «Дом преподавателей МГУ». Первый жилой дом в Юго-Западном районе Москвы на Ломоносовском проспекте — 14-этажный жилой дом. 1952—1953. Соавтор архитектор Е. Н. Стамо.
- Фрунзенская набережная № 50 — 14-этажный жилой дом в глубине квартала. 1955—1956. Соавтор архитектор Е. Н. Стамо. В этом доме жили советские государственные деятели Л. М. Каганович, М. В. Хруничев[9], народный художник России Е. И. Куманьков.
- Мемориальный ансамбль героям Сталинградской битвы на Мамаевом кургане в Волгограде с монументом «Родина-мать зовёт!». 1958—1967. Скульптор Е. В. Вучетич (совместно со скульпторами: М. С. Алешенко, В. Е. Матросовым, Л. М. Майстренко, А. Н. Мельником, В. А. Маруновым, В. С. Новиковым, А. А. Tюренковым; архитекторами: В. А. Дёминым, Ф. М. Лысовым и другими).
- Музей советско-польского боевого содружества. 1968, с. Ленино, Белоруссия. Соавторы: скульптор В. Е. Цигаль, архитектор В. И. Хавин.
- Университет дружбы народов имени П. Лумумбы. Соавторы архитекторы В. Н. Фурсов, Ю. В. Ильин-Адаев, Р. Г. Кананин и М. Е. Константинов.
- Институт научной информации по общественным наукам Российской академии наук. Соавторы архитекторы Е. П. Вулых и Л. В. Мисожников.
- Деловой центр «Зенит» на Юго-Западе Москвы (совместно с Н. В. Лютомским и Л. Перини) — недостроен.
- Большой Московский цирк на проспекте Вернадского. 1971. Соавтор архитектор Е. П. Вулых.
- Мемориальный комплекс «Героям Гражданской войны и Великой Отечественной войны 1941—1945 годов». 1982, Новороссийск. Соавторы: архитекторы Р. Г. Кананин и В. И. Хавин, скульптор В. Е. Цигаль.
- Памятник Юрию Гагарину в Москве на Ленинском проспекте. 1980. Скульптор П. И. Бондаренко. Имеет статус выявленного объекта культурного наследия[10].
- Международный коммерческий центр Академии народного хозяйства в Москве на пр. Вернадского, 82 (1992—1995), в соавторстве с Л. Перини[11].

#### Здания в Москве поЛенинскому проспекту
- № 3 — Жилой дом с магазином «Подарки». 1966. Соавторы архитекторы А. Б. Бергельсон, Е. П. Вулых, Л. Ф. Пичкова.
- № 9 — Государственный комитет СССР по стандартизации и метрологии. 1966—1967. Соавторы архитекторы Е. Козлов, Ю. А. Тихонов[12][13], ныне (2015) — Федеральное агентство по техническому регулированию и метрологии.
- № 70 — Жилой дом. 1955—1957. Соавтор архитектор Д. И. Бурдин. В первом этаже располагается «Зоомагазин».
- № 113/1 — Административно-жилой комплекс «Парк Плейс». 1990—1992. Соавторы архитекторы Л. В. Вавакин, Н. Лютомский, Ю. Эрдемир[14][15].

#### Здания в Москве поПрофсоюзной улице
- 29-й квартал Новых Черёмушек. 1980—1988. Как руководитель коллектива архитекторов[16] (совместно с архитекторами: Р. Г. Кананиным, И. М. Коробковым, В. С. Васильевым, О. А. Сканави).

## Память

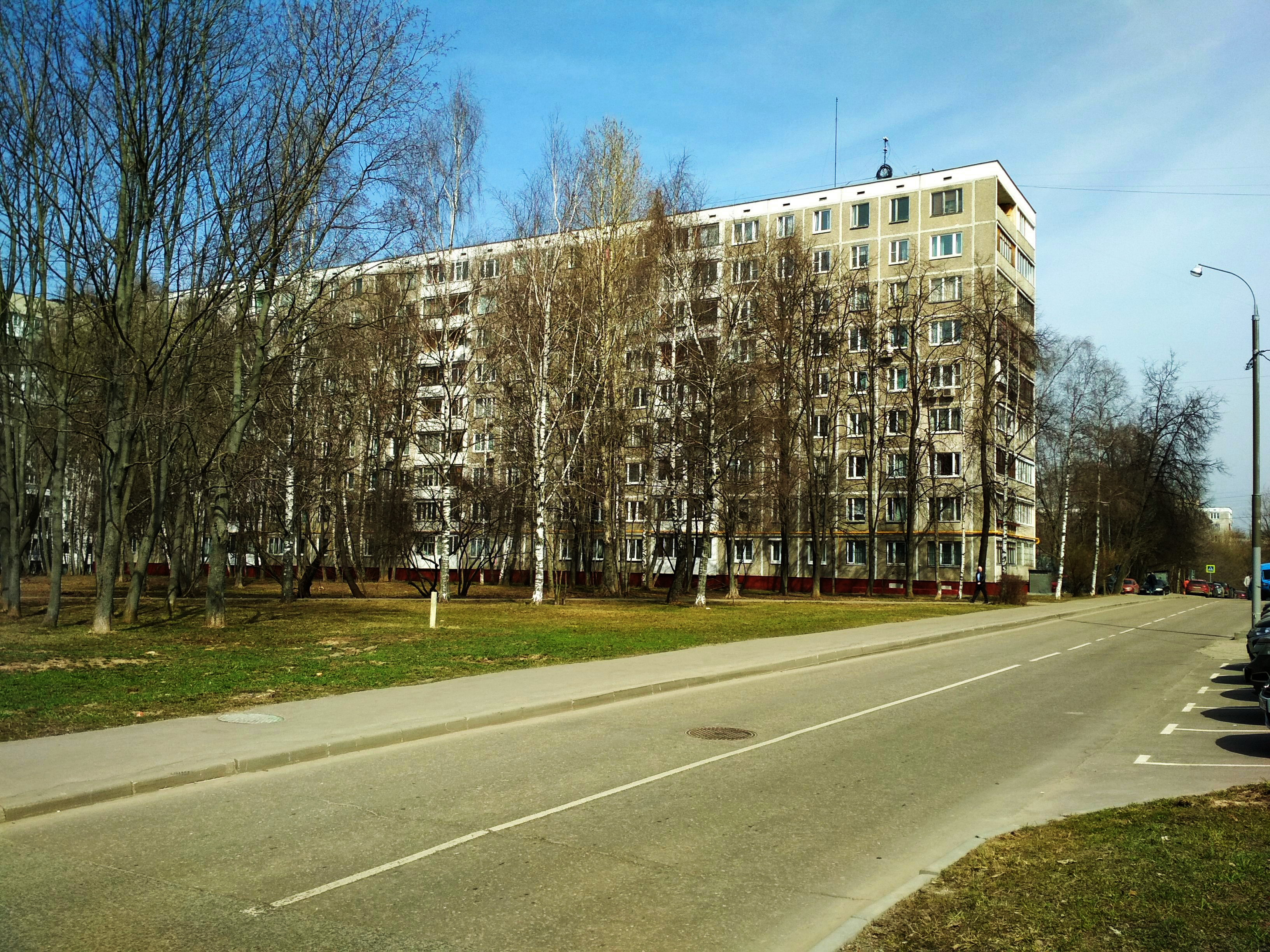
Улица Архитектора Белопольского

- В 2017 году, в честь архитектора названа улица в Москве в районе Коньково (ЮЗАО)[17].